# Молендоя Горншуха
Молендоя Горншуха (Molendoa hornschuchiana) — вид мохів порядку потіальних (Pottiales).

## Поширення
Батьківщиною є Європа, Північна Америка, Південна Америка, Азія.
Населяє середньовологі кварцито-сланцеві відслонення; низькі висоти (100–150 метрів).

## Характеристика
Стебла до 2 см. Листки довголанцетні, 3–4 мм, верхівка шилувата; основа листка сильно розширена, яйцювато-прямокутна, що покриває стебло.